# Église Notre-Dame-de-Bonne-Foi
L’église Notre-Dame-de-Bonne-Foi (Igreja de Nossa Senhora da Boa Fé en portugais) est une église située à Nossa Senhora da Boa Fé, dans la commune d'Évora, au Portugal.

## Historique
L'église fut modifiée aux XVIIe et XVIIIe siècles.

## Architecture
Elle possède un portail de style manuélin et est construite en un seul vaisseau, sans collatéraux, avec les murs recouverts d'azulejos du XVIIIe siècle. La façade possède des éléments ornementaux régionaux.

## Galerie

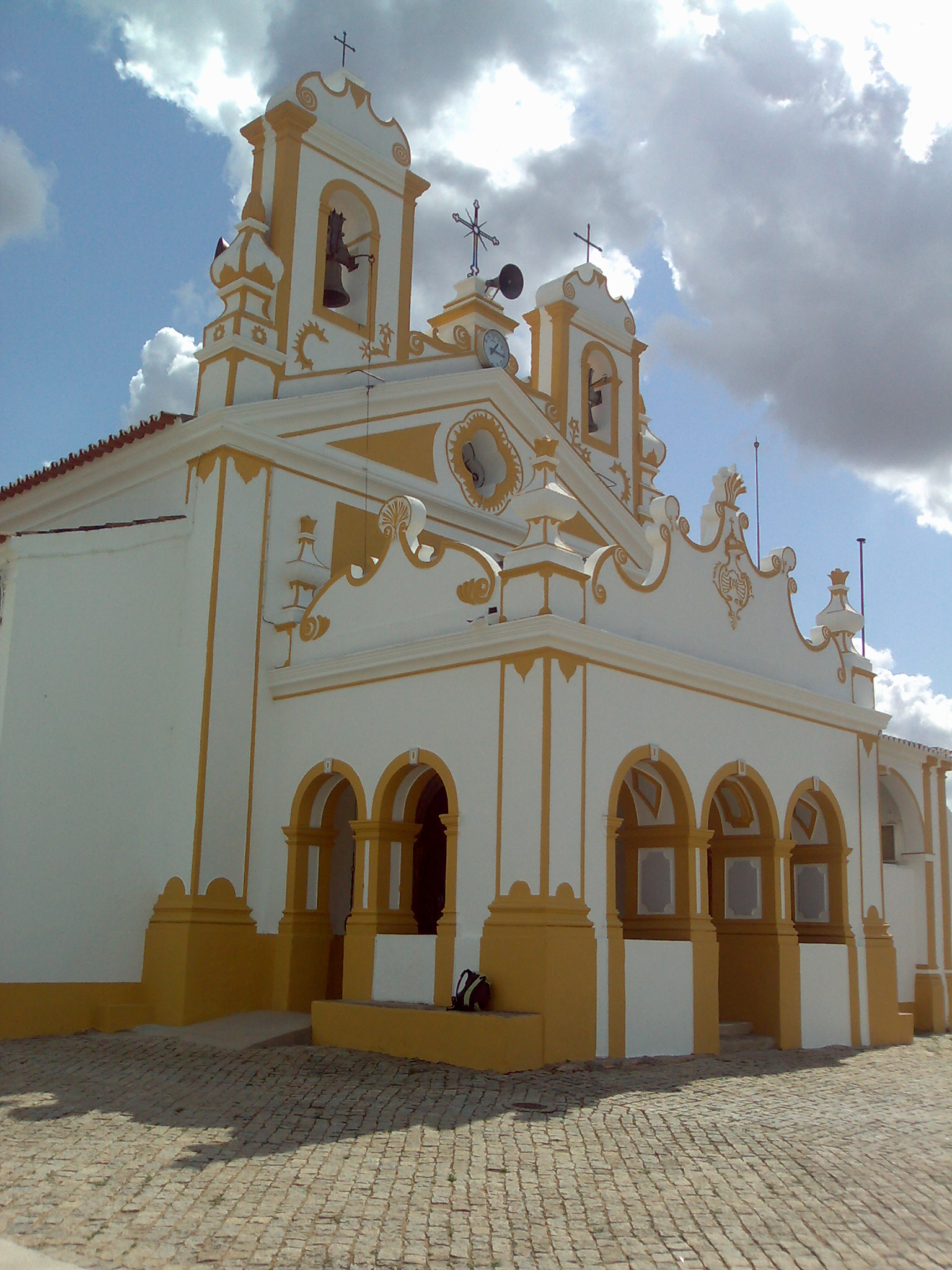
Vue latérale
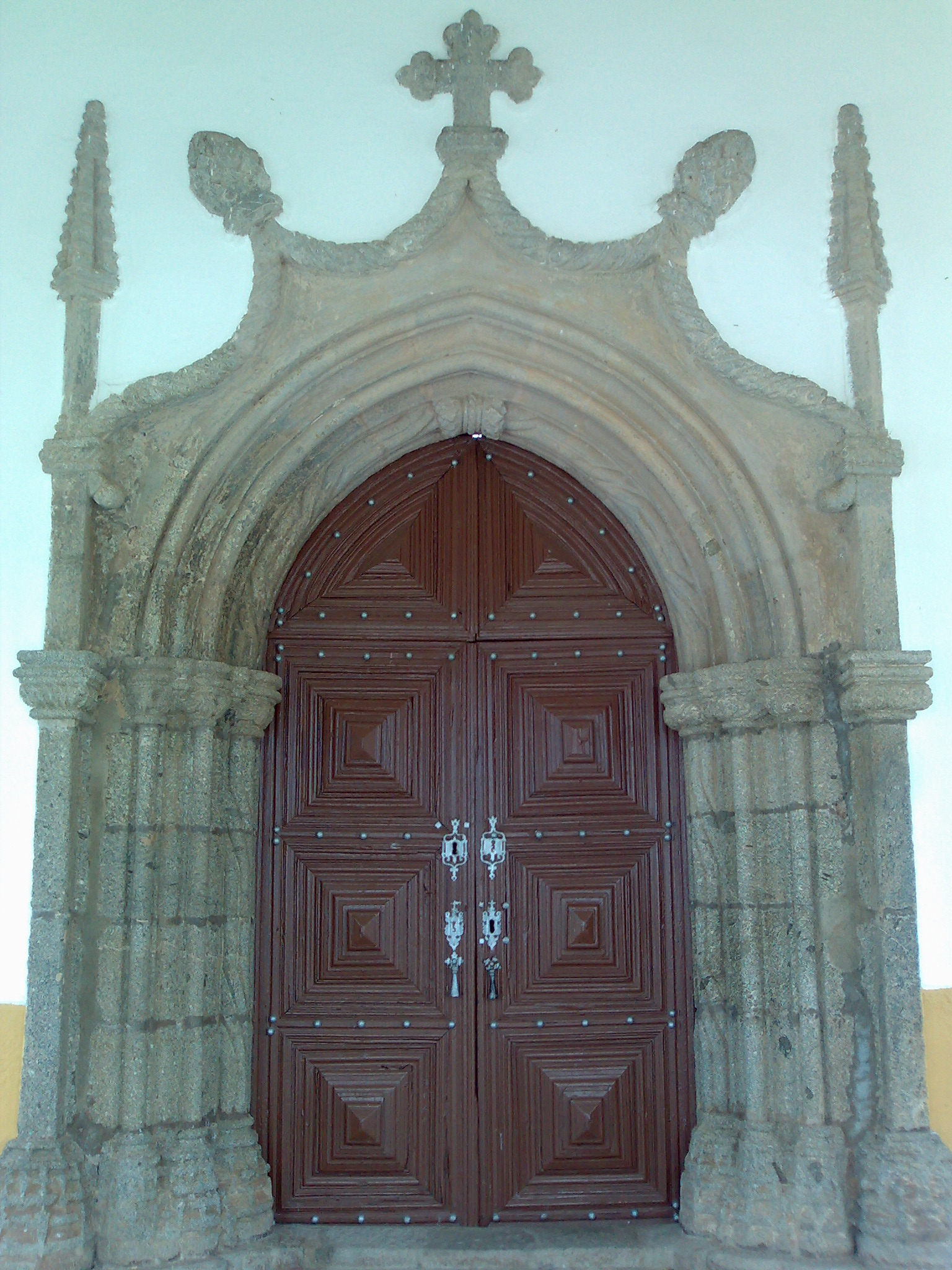
Portail manuélin